# Blaenrheidol
Blaenrheidol är en community i Storbritannien.   Den ligger öster om Aberystwyth i kommunen Ceredigion och riksdelen Wales, i den södra delen av landet, 270 km väster om huvudstaden London.
De största byarna är Ponterwyd, Ystumtuen och Llywernog.